# 브라운 대 켄달 사건
브라운 대 켄달 사건(Brown v. Kendall, 60 Mass. 292 (Mass. 1850), 25)은 미국의 유명 판결로 불법행위 법에서 주의의무를 선언하였다.

## 사실
피고 켄달과 원고 브라운의 개가 서로 싸우고 있었는데 개주인들이 말리려고 막대기를 사용하다 실수로 피고가 원고의 눈에 상처를 입혔다. 상해를 입은 피해자는 상해를 입힌 가해자에 대해 손해배상을 청구하였다. 이 사건은 의도가 없는 행위에 대한 것으로 주의란 사려깊고 조심성있는 사람이 보여주는 현재 위험에 대하여 필요하다고 느껴 행동하는 것을 기준으로 한다고 정의하고 있다.

## 판결
주의의무라 함은 어느 일정한 상황에서 합리적인 사람에게 일반적으로 기대되는 주의의무를 말한다. 판사는 배심원들에게 다음과 같은 설시를 하였다. 피고가 주의의무를 이행하였거나 피고와 원고가 주의의무를 이행하였거나 피고와 원고가 주의의무를 이행하지 않았을 경우 원고는 배상받을 수 없다. 그러나 이는 상급심에서 파기되었다.

## 같이 보기
- 불법행위

## 참고 문헌
- 서철원, 미국 불법행위법, 법원사, 2005. (ISBN 8991512011)